# 탐라교육원
탐라교육원(耽羅敎育院)은 학생들의 인성예절교육을 통하여 건전하고 도덕적 품성을 갖춘 조화로운 인격 형성을 도와주며 각종 연수운영으로 교원과 지방공무원 등의 자질 향상을 도모하기 위하여 제주특별자치도교육청 산하에 설치된 소속기관이다.